# أندرياس ويلسون
أندرياس ويلسون (بالسويدية: Andreas Wilson)‏ (و. 1981 – م) هو ممثل، وعارض، من السويد، ولد في ستوكهولم.

## وصلات خارجية
- أندرياس ويلسون على موقع IMDb (الإنجليزية)
- أندرياس ويلسون على موقع ألو سيني (الفرنسية)
- أندرياس ويلسون على موقع أول موفي (الإنجليزية)
- أندرياس ويلسون على موقع قاعدة بيانات الأفلام السويدية (السويدية)
- أندرياس ويلسون على موقع قاعدة بيانات الفيلم (الإنجليزية)
- أندرياس ويلسون على موقع كينوبويسك (الروسية)